# مايكل غلاديس
مايكل غلاديس (بالإنجليزية: Michael Gladis)‏ مواليد 30 أغسطس 1977 في هيوستن، هو ممثل أمريكي بدأ مسيرته الفنية سنة 2002.

## الأعمال

### أفلام
- كا-19 صانعة الأرامل (2002)
- المبيد جنسايس (2015)

### مسلسلات
- القانون والنظام: النية الإجرامية (2005) (بدور: دوني)
- ماد من (2007)
- ذا غود وايف (2009) (بدور: مارك ريتشاردسون)
- القانون والنظام: النية الإجرامية (2010) (بدور: راندال)
- القانون والنظام: الوحدة الخاصة للضحايا (2010) (بدور: بيل ديكسون)
- هاوس (2011)
- كيف قابلت أمكما (2012) (بدور: تشيستر)
- ذا منتاليست (2013) (بدور: كورتيس وايلي)
- ريفلوشن (2013)
- الإبتدائية (2016)

### ألعاب فيديو
- إل أيه نوار (2011)

## روابط خارجية
- مايكل غلاديس على موقع IMDb (الإنجليزية)
- مايكل غلاديس على موقع قاعدة بيانات الفيلم (الإنجليزية)